# Acineta densa
Acineta densa är en orkidéart som beskrevs av John Lindley. Acineta densa ingår i släktet Acineta och familjen orkidéer. Inga underarter finns listade i Catalogue of Life.

## Bildgalleri

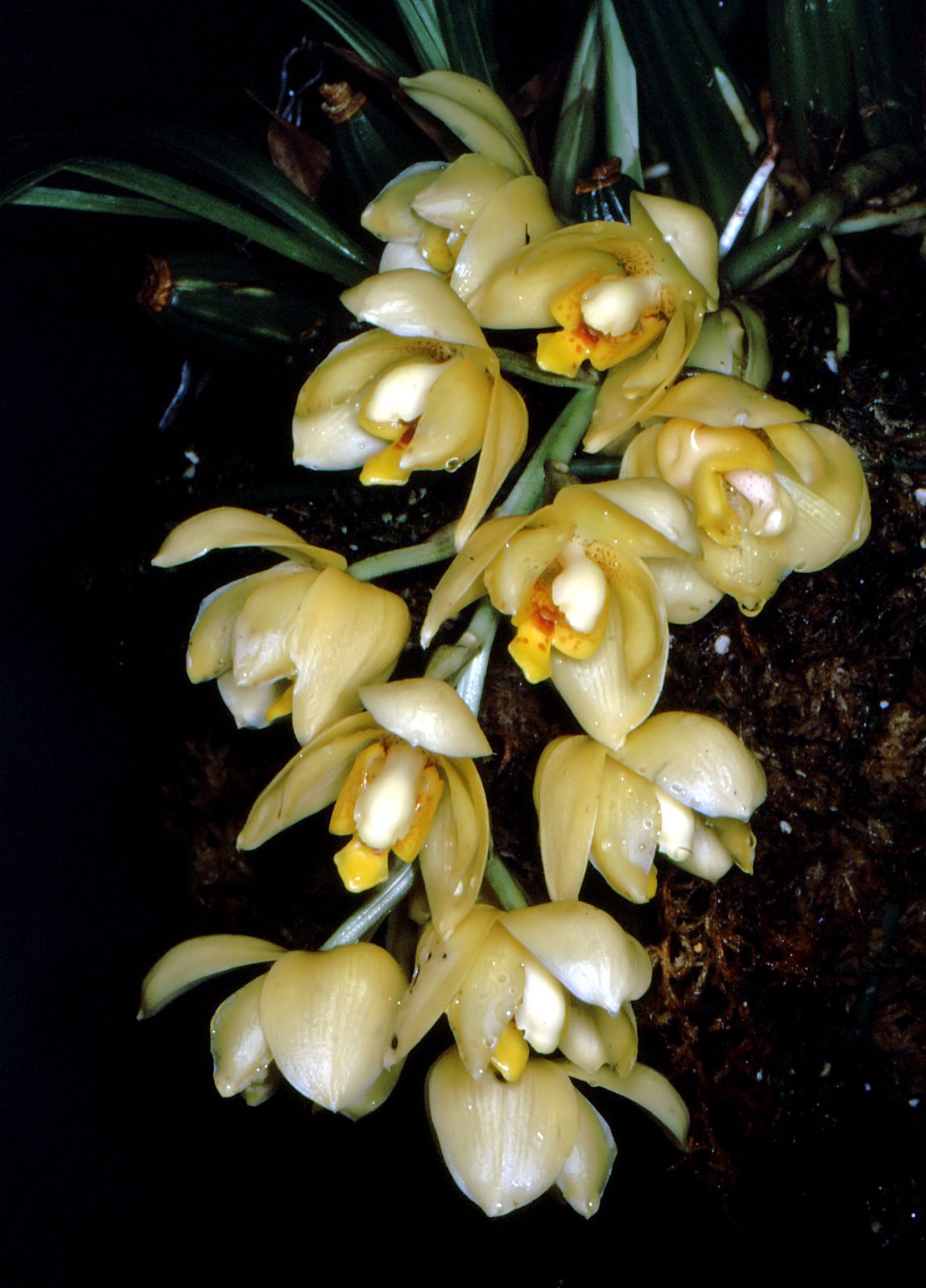
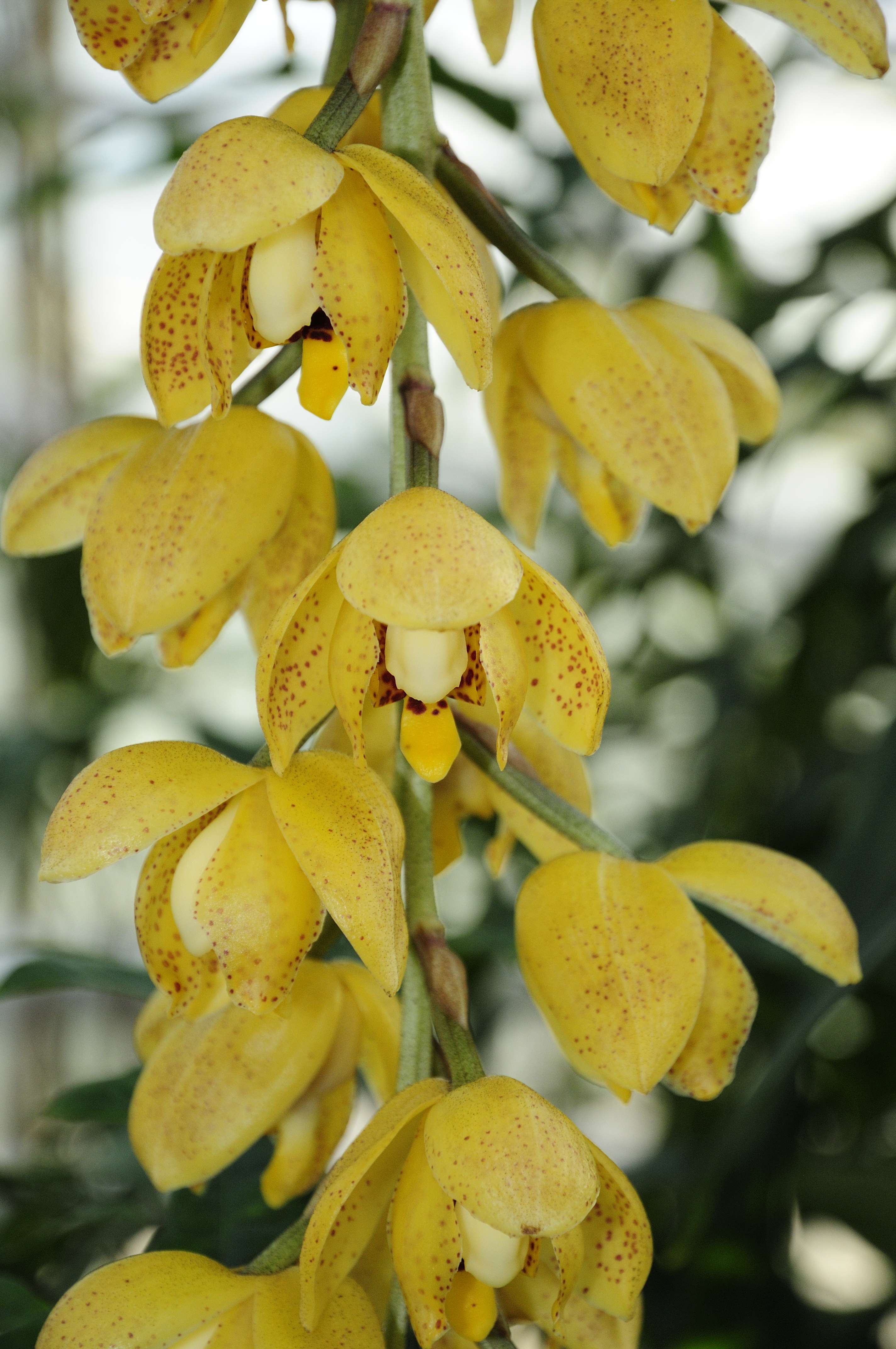
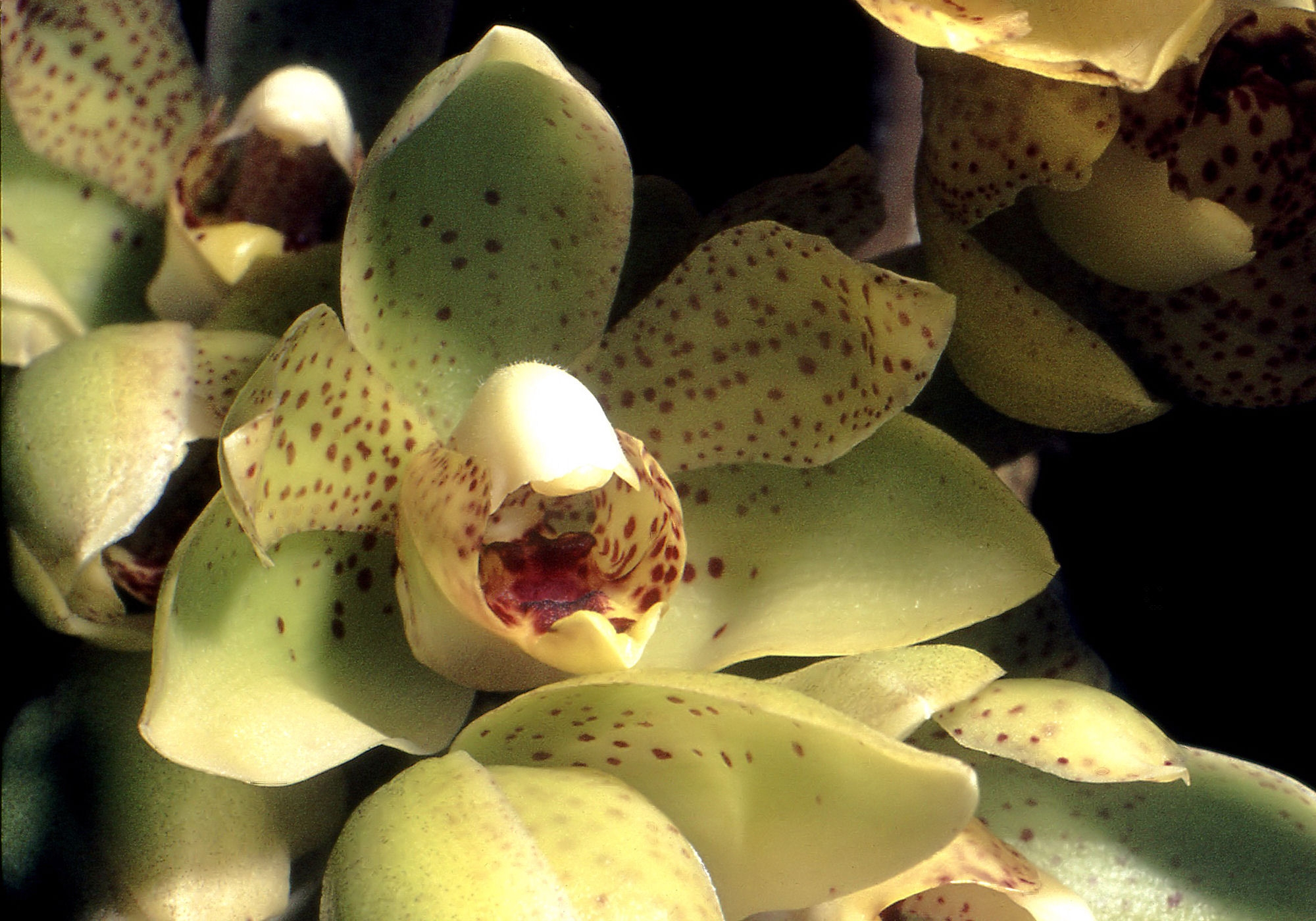
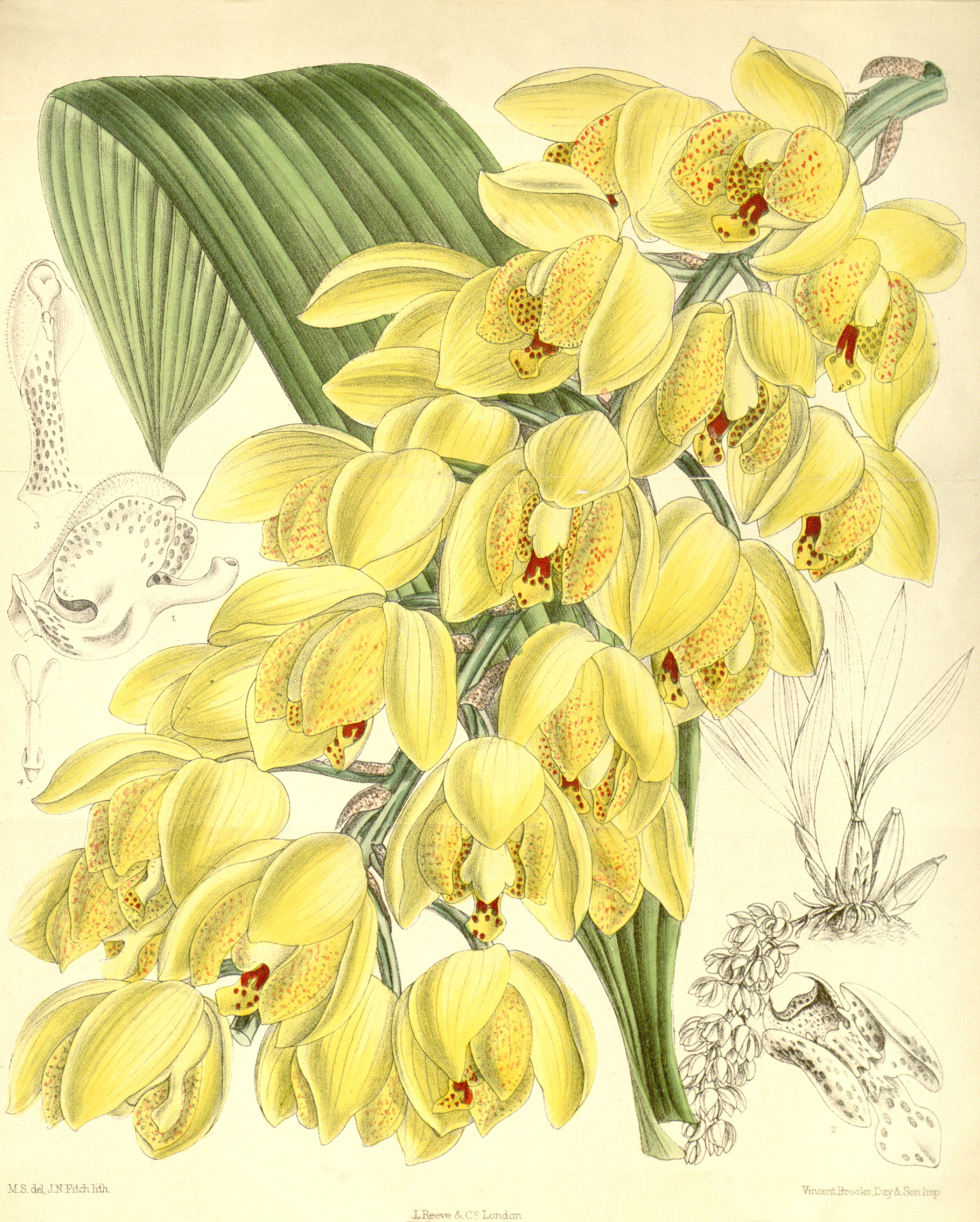